# Volkenschwand
Volkenschwand ist eine Gemeinde im niederbayerischen Landkreis Kelheim. Die Gemeinde ist Mitglied der Verwaltungsgemeinschaft Mainburg.

## Geografie

### Lage
Die Gemeinde liegt in der Region Landshut südöstlich von Mainburg. Die Deutsche Ferienroute Alpen–Ostsee führt durch Volkenschwand, in dessen Nähe die Große Laber entspringt. Das tertiäre Hügelland prägt die Landschaft der Gemeinde.

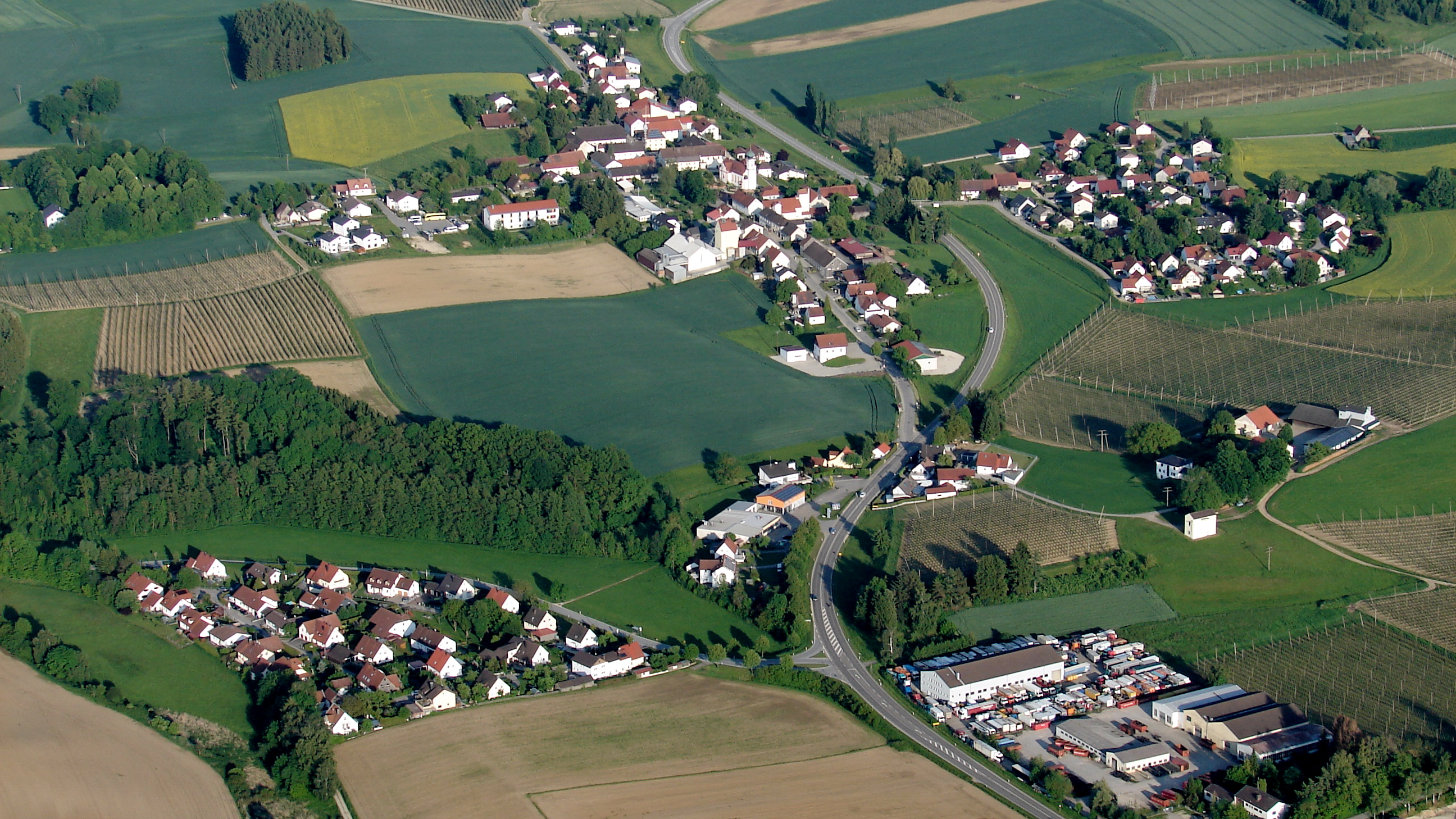
Luftbild von Volkenschwand

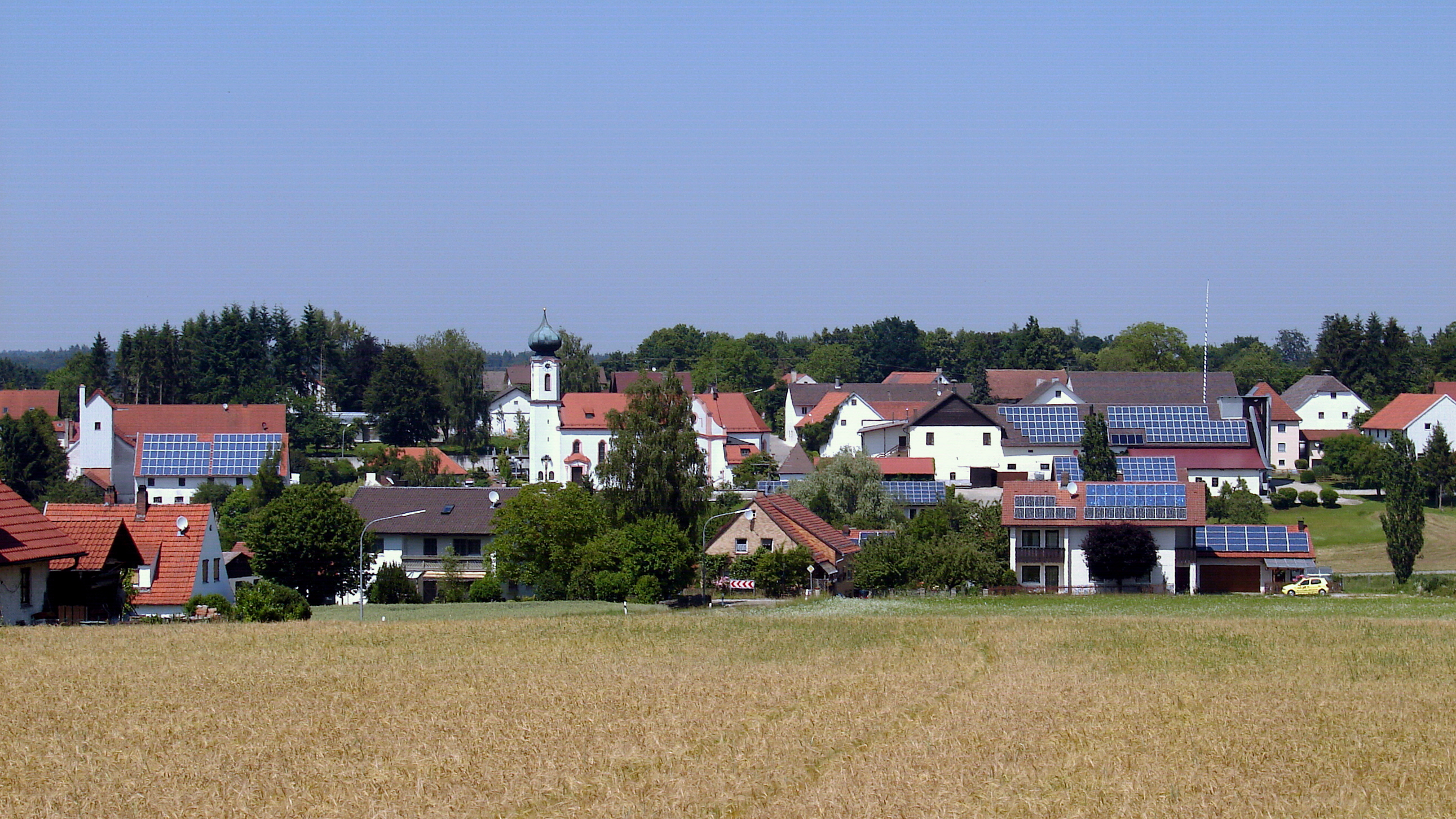
Ortsansicht von Süden

### Gemeindegliederung
Es gibt 32 Gemeindeteile (in Klammern ist der Ortstyp angegeben):
- Berg (Weiler)
- Böham (Dorf)
- Bürg (Weiler)
- Dietrichsdorf (Weiler)
- Freinberg (Weiler)
- Großgundertshausen (Pfarrdorf)
- Großschwaiba (Weiler)
- Haag (Einöde)
- Hanselsberg (Dorf)
- Heidersberg (Einöde)
- Herbersdorf (Einöde)
- Herrenau (Weiler)
- Iglthal (Einöde)
- Kleinschwaiba (Weiler)
- Kreppen (Einöde)
- Kreuzstauden (Einöde)
- Leibersdorf (Kirchdorf)
- Mittersberg (Weiler)
- Neuhausen (Dorf)
- Niederhof (Einöde)
- Obergolzaberg (Weiler)
- Oberviecht (Weiler)
- Öd (Einöde)
- Schlott (Dorf)
- Spitz (Einöde)
- Spitzhub (Einöde)
- Straß (Einöde)
- Taubengrub (Einöde)
- Thalham (Weiler)
- Untergolzaberg (Weiler)
- Volkenschwand (Pfarrdorf)
- Wieden (Weiler)

Es existieren die Gemarkungen Großgundertshausen, Leibersdorf und Volkenschwand.

### Nachbargemeinden
Die Nachbargemeinden in den jeweiligen Himmelsrichtungen sind:
|              | Attenhofen                                  | Pfeffenhausen |
| Mainburg     | Kompassrose, die auf Nachbargemeinden zeigt | Obersüßbach   |
| Rudelzhausen | Hörgertshausen                              |               |

## Geschichte

### Bis zur Gemeindegründung
Im Jahre 930 tauchte Volkenschwand in Urkunden erstmals auf. Ein Mann namens Volcholt hat, wohl verbunden mit seiner Rodungsart des Schwendens, dem Ort den Namen gegeben.
Volkenschwand gehörte zum Rentamt Landshut und zum Landgericht Moosburg des Kurfürstentums Bayern. Die bis zum Anfang des 19. Jahrhunderts bestehende Obmannschaft Volkenschwand des Amtes Nandlstadt umfasste die Orte Volkenschwand, Obergolzaberg, Neuhausen, Schlott, Freinberg und Bürg. Im Jahre 1818 entstand die politische Gemeinde Volkenschwand.

### Verwaltungsgemeinschaft
Seit der Gebietsreform am 1. Mai 1978 ist Volkenschwand Mitglied der Verwaltungsgemeinschaft Mainburg mit den Kommunen Aiglsbach, Attenhofen, Elsendorf und Volkenschwand.

### Eingemeindungen
Die Gemeinden Großgundertshausen (bis 1865 Großquantertshausen) und Leibersdorf wurden am 1. Januar 1978 im Zuge der Gebietsreform in Bayern eingegliedert. Teile aus den Gemeinden Grafendorf (Landkreis Freising) und Martinszell (Landkreis Landshut) kamen im Zuge der Gemeindegebietsreform am 1. Mai 1978 hinzu.

### Einwohnerentwicklung
Im Zeitraum 1988 bis 2018 stieg die Einwohnerzahl von 1380 auf 1763 um 383 Einwohner bzw. um 27,8 %.
Die Bevölkerung von Volkenschwand hat sich seit der ersten Volkszählung von 1840 wie folgt entwickelt:
| Jahr     | Einwohner |
| -------- | --------- |
| (V) 1840 | 1006      |
| (V) 1871 | 1193      |
| (V) 1900 | 1357      |
| (V) 1925 | 1487      |
| (V) 1939 | 1508      |
| (V) 1950 | 2066      |

| Jahr     | Einwohner |
| -------- | --------- |
| (V) 1961 | 1491      |
| (V) 1970 | 1450      |
| (V) 1987 | 1384      |
| 1995     | 1471      |
| 2000     | 1522      |
| 2005     | 1623      |

| Jahr | Einwohner |
| ---- | --------- |
| 2007 | 1625      |
| 2008 | 1619      |
| 2009 | 1650      |
| 2010 | 1662      |
| 2011 | 1682      |
| 2012 | 1707      |

| Jahr | Einwohner |
| ---- | --------- |
| 2013 | 1674      |
| 2014 | 1677      |
| 2015 | 1706      |
| 2016 | 1715      |
| 2020 | 1768      |

(jeweils zum 31. Dezember/(V): Tag der Volkszählung)

## Politik

### Gemeinderat
Die Gemeinderatswahl 2020 erbrachte folgende Sitzverteilung:
- CSU/Bürgerforum: 51,14 % (6 Sitze)
- Freie Wählergemeinschaft Volkenschwand-Leibersdorf-Großgundertshausen: 31,15 % (4 Sitze)
- ödp/Parteifreie Umweltschützer:17,71 % (2 Sitze)

### Bürgermeister
Erster Bürgermeister ist seit Mai 2020 Franz Högl (CSU/Bürgerforum).
Die Gemeindesteuereinnahmen betrugen im Jahr 2020 1.700.000 €, davon betrugen die Gewerbesteuereinnahmen (netto) 482.000 €.

### Wappen

#### Amtliche Wappenbeschreibung (Blasonierung)
Über durch eine Zickzackstufe von Silber und Rot gespaltenem Schildfuß, gespalten; vorn in Rot ein silberner Schrägbalken, der mit einem rot brennenden schwarzen Ast belegt ist, hinten in Silber ein schwebendes blaues Kleeblattkreuz.

#### Wappengeschichte
Der silberne Schrägbalken in Rot ist das heraldische Zeichen von Hochstift und Domkapitel Regensburg und erinnert an die enge historische Verbindung des Gemeindegebiets dorthin. Der Name Volkenschwand ist ein Rodungsname; er verweist auf die Rodung durch Abschwenden (Abbrennen); der brennende Ast ist redendes Symbol für diese Vorgänge zur Zeit der frühen Besiedlung. Weitere Figuren repräsentieren die bis 1978 selbstständigen Gemeinden Großgundertshausen und Leibersdorf. Das kleeblattkreuz steht für die Pfarrkirche Heilig Kreuz in Gundertshausen. Die Zickzackstufe im Schildfuß ist vom Wappen der Freiherren von Leibersdorf übernommen, die bis zu ihrem Aussterben im 16. Jahrhundert die gleichnamige Hofmark innehatten. Ihre Besitznachfolger waren von 1523 bis 1723 die Freiherren von Zeller, die auch das Wappen übernahmen.

### Städtepartnerschaften
Die Gemeinde verbindet eine Städtepartnerschaft mit:
- seit 26. Juni 1998: Cavaso del Tomba, Italien[10]

## Sehenswürdigkeiten
- Pfarrkirche St. Ägidius ist urkundlich belegt seit 1432.

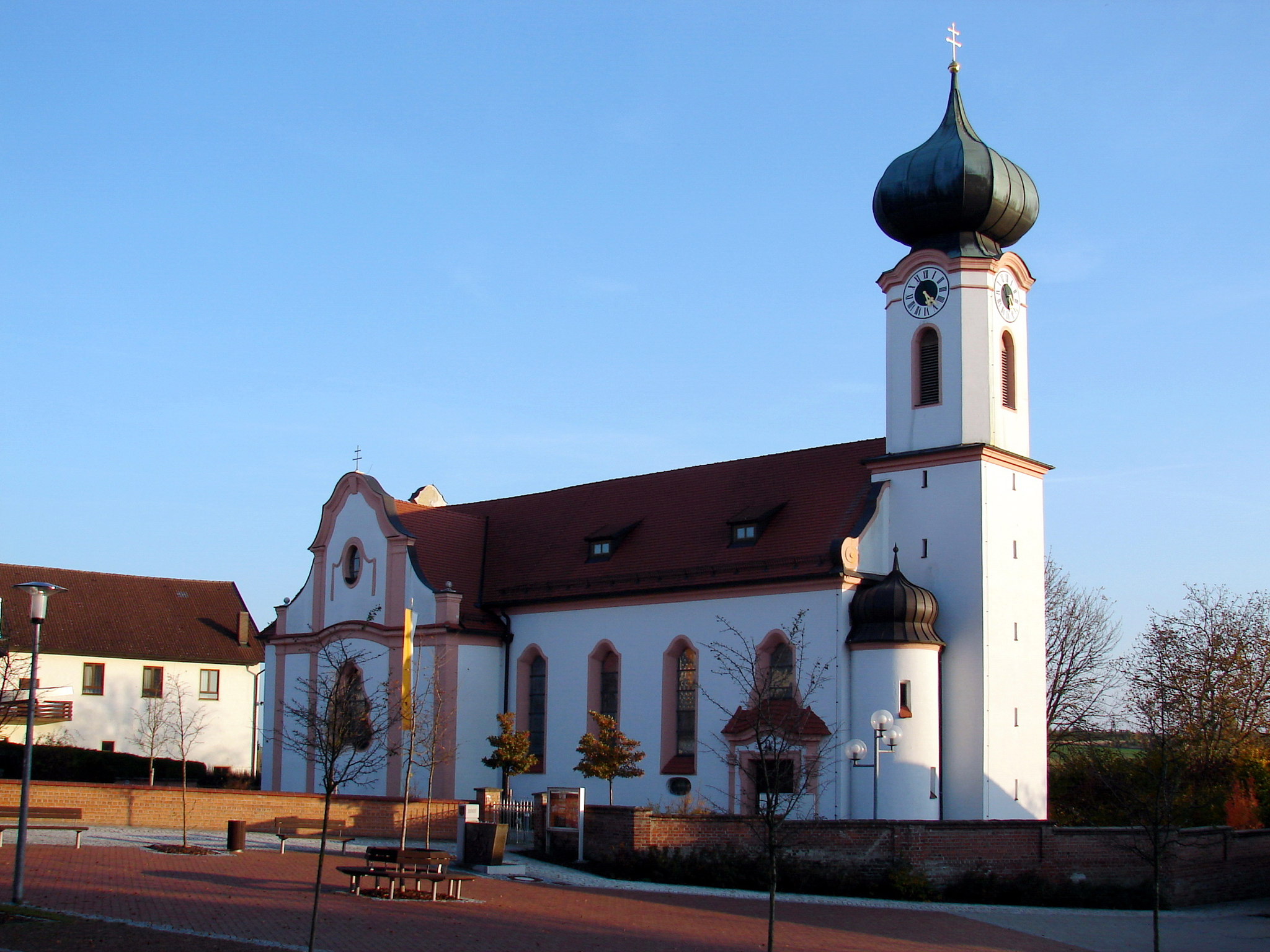
Kath. Pfarrkirche St. Ägidius
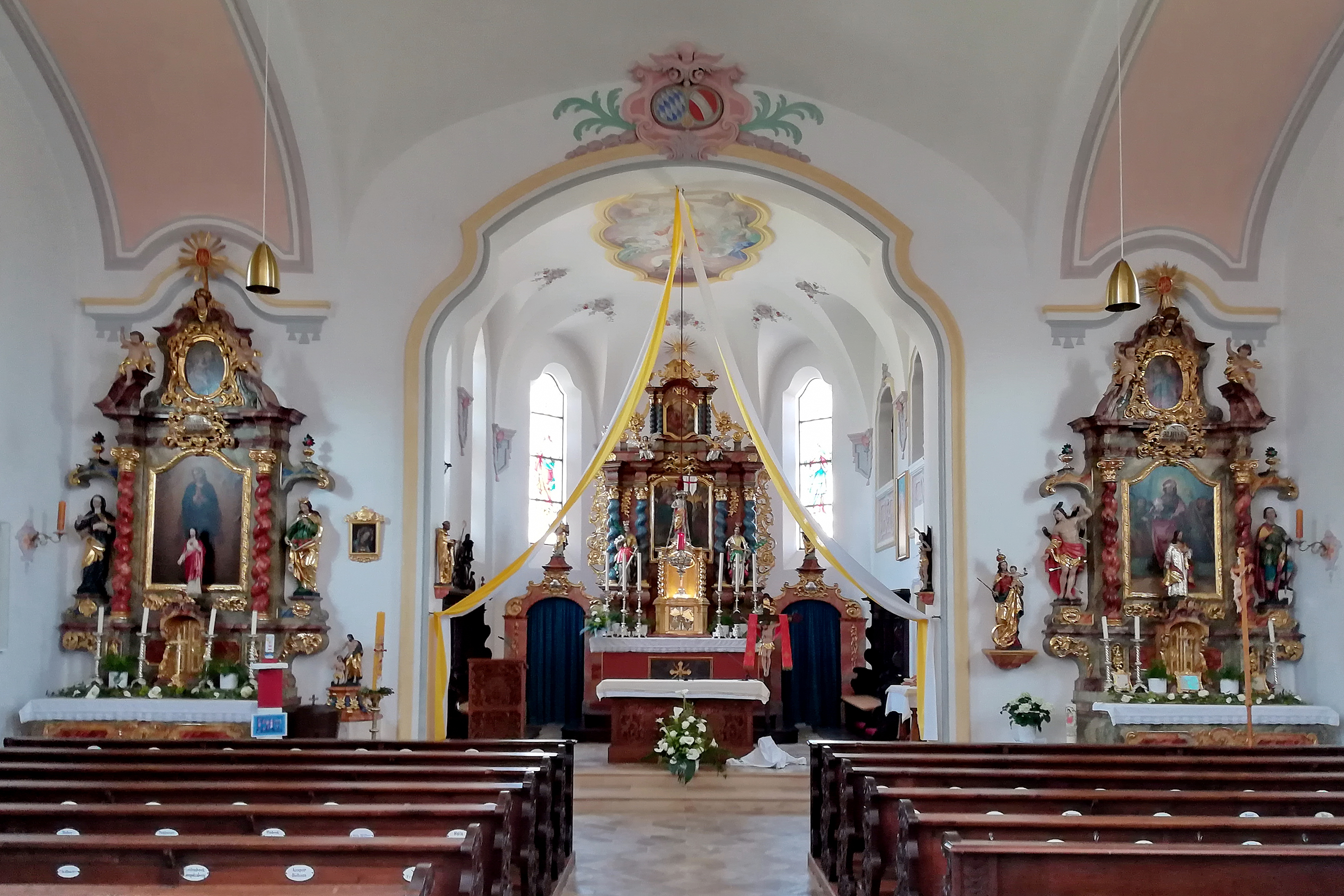
Pfarrkirche St. Ägidius: Innenraum
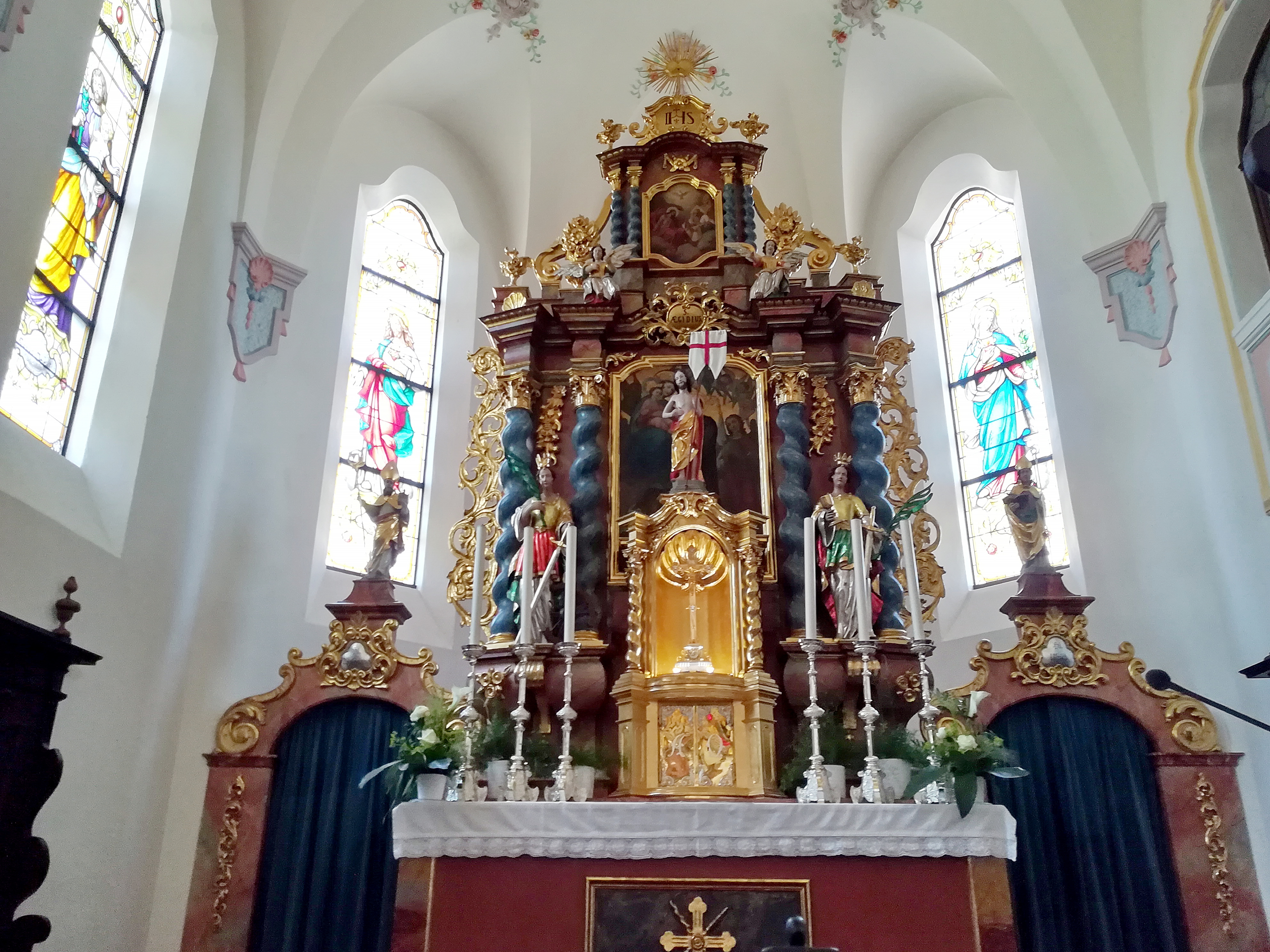
Pfarrkirche St. Ägidius: Hochaltar

- Marienkapelle Volkenschwand wurde gestiftet von Georg und Maria Kolmeder und erbaut 1947/1948 von der Baufirma Katzl, Mainburg. In der Kapelle befinden sich Gedenktafeln mit den Namen der Kriegsopfer des Zweiten Weltkrieges der Gemeinde.

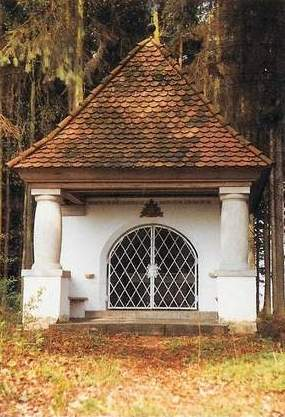
Marienkapelle 1988

## Wirtschaft und Infrastruktur

### Wirtschaft einschließlich Land- und Forstwirtschaft
Es gab im Jahr 2020 nach der amtlichen Statistik im Bereich der Land- und Forstwirtschaft 15, im produzierenden Gewerbe 153 und im Bereich Handel und Verkehr 26 sozialversicherungspflichtig Beschäftigte am Arbeitsort. In sonstigen Wirtschaftsbereichen waren am Arbeitsort 45 Personen sozialversicherungspflichtig beschäftigt. Sozialversicherungspflichtig Beschäftigte am Wohnort gab es insgesamt 756. Im verarbeitenden Gewerbe gab es keine, im Bauhauptgewerbe drei Betriebe. Zudem bestanden im Jahr 2016 48 landwirtschaftliche Betriebe mit einer landwirtschaftlich genutzten Fläche von 1709 ha, davon waren 1579 ha Ackerfläche und 123 ha Dauergrünfläche.

### Bildung
Es gibt folgende Einrichtungen (Stand: 2021):
- eine Kindertageseinrichtung: 71 genehmigte Plätze mit 62 betreute Kindern
- eine Volksschule: fünf Lehrkräfte und 82 Schülerinnen und Schüler

## Persönlichkeiten
- Sebastian Kirchammer (1841–1892), Bürgermeister von Volkenschwand, Reichstags- und Landtagsabgeordneter